# Mont Campbell
Mont Campbell (* jako Hugo Martin Montgomery Campbell; 30. prosince 1950 Ismá'ílíja, Egypt) je britský hudebník. V letech 1969-1972 a znovu v roce 1974 byl členem skupiny Egg. Ještě před Egg spolupracoval se skupinou Uriel (Arzachel) (1968-1969). Po krátkém působení ve skupině Gilgamesh se stal členem skupiny National Health. Ani toto však nevydrželo dlouho a ze skupiny odešel ještě před nahráním jejich prvního alba. Podílel se na společném albu skupin Henry Cow a Slapp Happy s názvem Desperate Straights a Hatfield and the North The Rotters' Club.
Je členem hnutí Subud.